# Prélude à l'après-midi d'un faune
"Prélude à l'après-midi d'un faune" (svenska "Förspel till en fauns eftermiddag") (L. 86) är ett musikstycke för symfoniorkester av Claude Debussy skrivet 1894. Stycket inspirerades av den franske symbolistpoeten Stéphane Mallarmés dikt En fauns eftermiddag (1865-1876). Den banbrytande, polsk-ryske koreografen Wacław Niżyński utgick från båda dessa verk när han gjorde baletten En fauns eftermiddag (1912). Stycket var det första av Debussys verk som är alltigenom impressionistiskt. 

## Bakgrund
Mallarmé och symbolisterna ville förena rytm, klang och rim i syfte att nå en rent musikalisk effekt. De använde orden i harmoniska kombinationer med avsikt att i läsarens medvetande framkalla det, som inte direkt kommer till uttryck i texten men som ändå varit närvarande i diktarens medvetande då han skapade sitt verk. Denna konstriktining väckte i början starkt motstånd och Mallarmés dikt refuserades 1875 i Parnasse contemporain. Året efter kom den i alla fall ut och då med illustrationer av den impressionistiske målaren Edouard Manet.
Debussy ville i sitt verk återge diktens känsla av vaghet och overklighet. Han ville skildra solvärmen, doften av skogen och blommorna, ljudet av faunens mumlande för sig själv när han kämpar för att minnas. Allt är idel stämning och det är då ganska naturligt att musiken inte med fördel låter sig lösas upp i några "tema". Inledningens flöjtsolo torde höra till en av musikhistoriens mest kända passager.
22 december 1894 uruppfördes stycket i Paris.

## Som referens i andra verk
I Thomas Manns roman Bergtagen antyds det att huvudpersonen Hans Castorp lyssnar på stycket på grammofon. I boken är Förspelet ett av hans favoritstycken och får honom att dagdrömma om en faun som spelar flöjt i ett drömskt landskap.